# Silvester Habiňák
Silvester Habiňák (10. prosince 1953 – 8. října 2020) byl slovenský fotbalový brankář. Od roku 1989 do léta 2017 působil jako trenér a fotbalový funkcionář v MŠK Námestovo.

## Fotbalová kariéra
V československé lize hrál v sezóně 1975/76 a 1976/77 za VSS Košice. Nastoupil v 5 ligových utkáních.

## Ligová bilance
| Ročník                                   | Zápasy | Góly | Minuty | Nuly | Klub       |
| ---------------------------------------- | ------ | ---- | ------ | ---- | ---------- |
| 1. československá fotbalová liga 1975/76 | 4      | 0    | 286    | 1    | VSS Košice |
| 1. československá fotbalová liga 1976/77 | 1      | 0    | 63     | 0    | VSS Košice |
| CELKEM                                   | 5      | 0    | 349    | 1    |            |